# ليونارد ماك إيوان
ليونارد ماك إيوان (بالإنجليزية: Leonard McEwan)‏ هو محامي وقاضي أمريكي، ولد في 17 فبراير 1925 في غريت فولز في الولايات المتحدة، وتوفي في 24 يناير 2008 في شيريدان في الولايات المتحدة بسبب السكري.